# Geert Laire
Generaal-majoor Geert Laire (Ieper, 17 november 1960) is een officier bij de Belgische strijdkrachten. 
Laire is van opleiding arts. Hij werd op 26 december 2000 luitenant-kolonel en nam de leiding op van het Militair Hospitaal Koningin Astrid. Hij werd geneesheer-kolonel op 26 december 2005. Hij was van 21 juli 2009 tot 22 april 2015 stafchef van de Medische component van Defensie in opvolging van generaal-majoor Danielle Levillez. Levillez werd stafchef van het Stafdepartement Well Being in de generale staf tot haar ontslag uit actieve dienst in 2015 waarbij Levillez ook in deze functie werd opgevolgd door generaal-majoor Geert Laire.

## Eretekens
In de Leopoldsorde werd Laire ridder op 15 november 1997, officier op 15 november 2005 en commandeur op 15 november 2012. Hij is eveneens commandeur in de Kroonorde sinds 15 november 2009. Het Militair Kruis eerste klasse ontving hij op 15 november 2006.